# Rudolf Jagielski
Rudolf Jagielski (ur. 27 września 1887 w Mokrzyszowie, zm. wiosną 1940 w Charkowie) – podpułkownik dyplomowany artylerii Wojska Polskiego, ofiara zbrodni katyńskiej.

## Życiorys

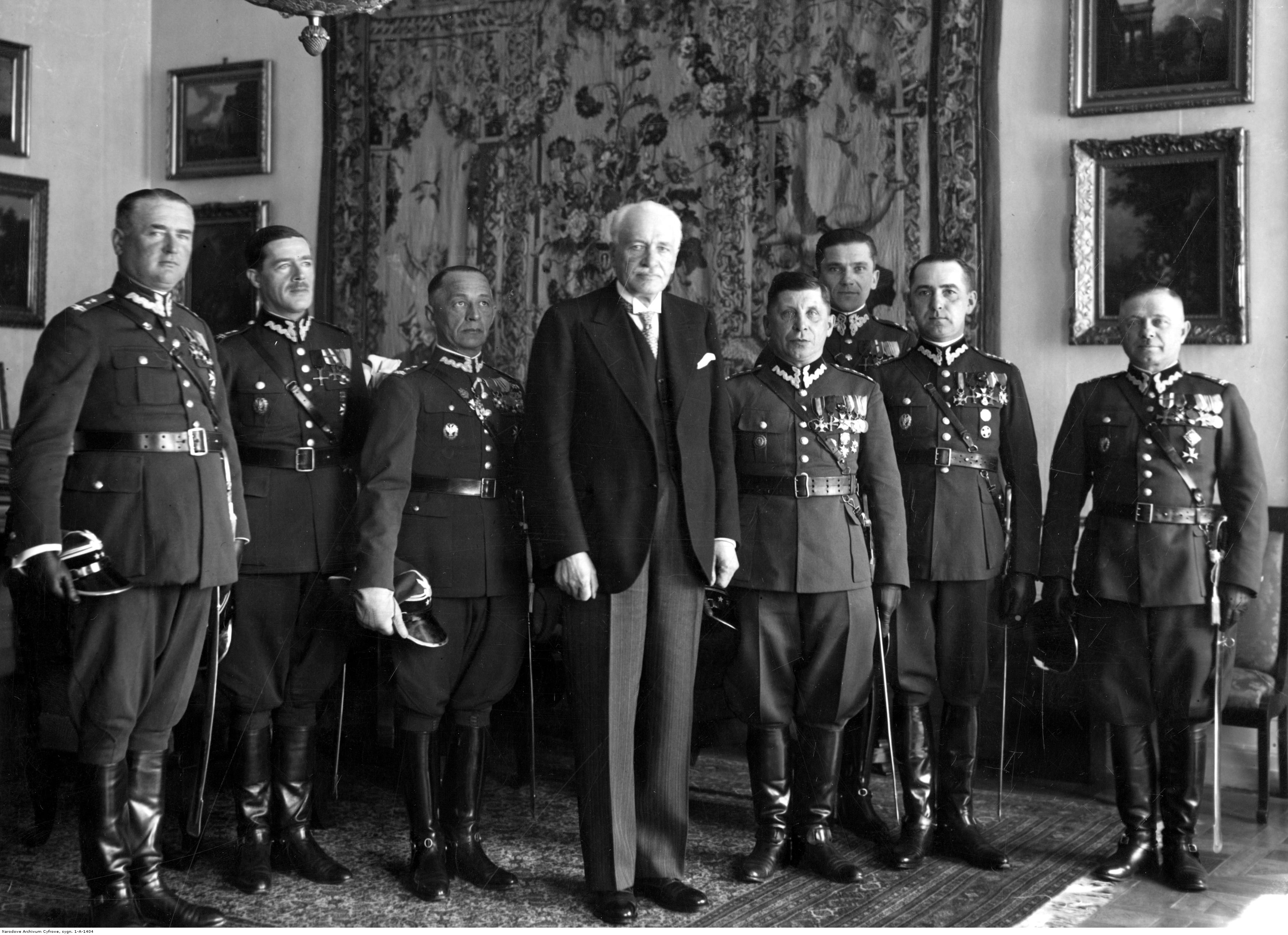
Wręczenie prezydentowi RP Ignacemu Mościckiemu odznak pułkowych artylerii 10 kwietnia 1935; d-ca 11 pal ppłk Rudolf Jagielski pierwszy z prawej.

Rudolf Jagielski urodził się 27 września 1887 roku w Mokrzyszowie, w rodzinie Andrzeja i Katarzyny z domu Kalinka. Został oficerem cesarskiej i królewskiej armii. Będąc słuchaczem III roku akademii wojskowej został awansowany na porucznika ze starszeństwem z dniem 1 września 1911 roku w c. i k. 3 pułku artylerii fortecznej w Przemyślu. W 1914 roku pełnił służbę w c. i k. 2 pułku artylerii fortecznej w Krakowie. W szeregach c. i k. armii uczestniczył w I wojnie światowej.
27 grudnia 1918 roku został przyjęty do Wojska Polskiego z zatwierdzeniem posiadanego stopnia kapitana i przydzielony z dniem 1 listopada 1918 roku do Okręgu Generalnego „Kraków”. 15 lipca 1920 roku został zatwierdzony z dniem 1 kwietnia 1920 roku w stopniu majora, w artylerii, w grupie oficerów byłej armii austro-węgierskiej. Pełnił wówczas służbę w Dowództwie Okręgu Generalnego „Kraków”. 3 maja 1922 roku został zweryfikowany w stopniu majora ze starszeństwem z dniem 1 czerwca 1919 roku i 39. lokatą w korpusie oficerów artylerii. 3 listopada 1922 roku został przydzielony do Wyższej Szkoły Wojennej w Warszawie, w charakterze słuchacza II Kursu Doszkolenia. 15 października 1923 roku, po ukończeniu kursu i otrzymaniu dyplomu naukowego oficera Sztabu Generalnego, został przeniesiony do dowództwa 26 Dywizji Piechoty w Skierniewicach na stanowisko szefa sztabu. Pełniąc służbę sztabową pozostawał oficerem nadetatowym 19 pułku artylerii polowej. 31 marca 1924 roku został awansowany na podpułkownika ze starszeństwem z dniem 1 lipca 1923 roku i 26. lokatą w korpusie oficerów artylerii. 23 października 1925 roku został zastępcą dowódcy 30 pułku artylerii polowej we Włodawie. 23 maja 1927 roku został przeniesiony do 9 dywizjonu artylerii konnej w Baranowiczach na stanowisko dowódcy. 24 lipca 1928 roku otrzymał przeniesienie na stanowisko dowódcy 11 pułku artylerii polowej w Stanisławowie, który 1 stycznia 1931 roku został przemianowany na 11 pułk artylerii lekkiej, a trzy lata później otrzymał nazwę wyróżniającą „Karpacki”. Z dniem 30 września 1935 roku został przeniesiony w stan spoczynku.
W czasie kampanii wrześniowej 1939 roku – po agresji ZSRR na Polskę – dostał się do niewoli sowieckiej. Przebywał w obozie w Starobielsku. Wiosną 1940 roku został zamordowany przez funkcjonariuszy NKWD w Charkowie i pogrzebany potajemnie w bezimiennej mogile zbiorowej w Piatichatkach, gdzie od 17 czerwca 2000 roku mieści się oficjalnie Cmentarz Ofiar Totalitaryzmu w Charkowie. Figuruje na Liście Starobielskiej NKWD, pod poz. 3908.

## Upamiętnienie
5 października 2007 roku minister obrony narodowej Aleksander Szczygło mianował go pośmiertnie na stopień pułkownika. Awans został ogłoszony 9 listopada 2007 roku w Warszawie, w trakcie uroczystości „Katyń Pamiętamy – Uczcijmy Pamięć Bohaterów”.
W maju 2009 roku w ramach akcji „Katyń... pamiętamy” / „Katyń... Ocalić od zapomnienia”, przy Gimnazjum w Brojcach został zasadzony Dąb Pamięci honorujący Rudolfa Jagielskiego.
27 października 2011 roku Rada Miasta Tarnobrzega nadała imię Rudolfa Jagielskiego ulicy w jego rodzinnej wsi, Mokrzyszowie, stanowiącej tarnobrzeską dzielnicę.

## Ordery i odznaczenia
- Krzyż Walecznych (dwukrotnie, 1922)[23]
- Złoty Krzyż Zasługi (17 marca 1930)[24]
- Medal Niepodległości (17 września 1932)[25]
- Medal Pamiątkowy za Wojnę 1918–1921
- Medal Dziesięciolecia Odzyskanej Niepodległości
- Złota Odznaka Honorowa Ligi Obrony Powietrznej i Przeciwgazowej I stopnia[26]